# 名古屋市立光城小学校
名古屋市立光城小学校（なごやしりつ こうじょうしょうがっこう）は、愛知県名古屋市北区光音寺町にある名古屋市立小学校。

## 歴史

### 沿革
- 1957年（昭和32年） - 名古屋市立城北小学校分校として現在地に設置[WEB 2]。
- 1958年（昭和33年）9月1日 - 名古屋市立光城小学校として開校[WEB 2]。
- 1974年（昭和49年） - 福徳町5丁目において、分校が開校[WEB 2]。
- 1979年（昭和54年） - 校章が制定される[WEB 2]。
- 1980年（昭和55年） - 分校が名古屋市立川中小学校として分離独立[WEB 2]。
- 1984年（昭和59年） - 「光城の森」が整備される[WEB 2]。
- 1999年（平成11年） - 特別支援学級開設[WEB 2]。
- 2002年（平成14年） - トワイライトスクール開設[WEB 2]。

### 児童数の変遷
『愛知県小中学校誌』（2018年）によると、児童数の変遷は以下の通りである。
| 1958年（昭和33年） | 1100人 |  |
| 1967年（昭和42年） | 1299人 |  |
| 1977年（昭和52年） | 1361人 |  |
| 1987年（昭和62年） | 756人  |  |
| 1997年（平成9年）  | 551人  |  |
| 2007年（平成19年） | 458人  |  |
| 2017年（平成29年） | 512人  |  |

## 教育方針
考える子 すなおな子 元気な子

## 学校行事
| - 4月 授業参観 - 5月 運動会 - 6月 授業参観 | - 7月 水泳出校 - 8月 中津川野外教育 - 9月 学校開放週間・修学旅行 | - 10月 - 11月 学芸会か作品展 - 12月 | - 1月 - 2月 授業参観 - 3月 交通指導に感謝する会 |

## 通学区域
所管する名古屋市教育委員会は、2018年（平成30年）9月1日現在、北区のうち、金城町3～4丁目・光音寺町1～4丁目・中丸町・浪打町・野方通・萩野通2丁目・桝形町・水草町の全域および光音寺町字野方・萩野通1丁目・平手町の各一部を通学区域として指定している。
また、卒業後の進学先は名古屋市立志賀中学校となっている。

## 交通
- 名古屋市営バス名駅13号系統（中切町系統）「福徳町」下車南西に250m・（上飯田系統）「光音寺町」下車北西に350m[WEB 7]
- 名古屋市営バス栄11号系統「中丸町」下車北に500m[WEB 7]
- 名古屋市営バス黒川14号系統（北巡回系統）「福徳町」下車南西に250m[WEB 7]

### WEB
1. 1 2  “平成26年度 光城小学校 グランドデザイン” (pdf).   名古屋市立光城小学校. 2015年2月13日閲覧。
2. 1 2 3 4 5 6 7 8 9  “光城小学校の沿革” (pdf).   名古屋市立光城小学校. 2015年2月13日閲覧。
3. ↑  名古屋市教育委員会事務局総務部企画経理課企画統計係 (2018年9月18日). “北区の小・中学校一覧”.   名古屋市. 2018年11月14日閲覧。
4. 1 2 3 4 5 6 7 8 9  “平成26年度年間行事予定（保護者関係）” (pdf).   名古屋市立光城小学校 (2014年4月14日). 2015年2月13日閲覧。
5. ↑  名古屋市教育委員会事務局総務部教育環境計画室計画係 (2018年9月1日). “名古屋市立小・中学校の通学区域一覧（北区）” (PDF).   名古屋市. 2018年11月15日閲覧。
6. ↑  名古屋市教育委員会事務局総務部教育環境計画室計画係 (2018年4月1日). “名古屋市立中学校区一覧（小→中）” (PDF).   名古屋市. 2018年11月14日閲覧。
7. 1 2 3  “光城小学校へのアクセス” (pdf).   名古屋市立光城小学校. 2015年2月13日閲覧。

### 書籍
1. ↑  六三制教育七十周年記念 愛知県小中学校誌 合同記念誌編集特別委員会 2018, p. 179.